# 国鉄デハ33500系電車
国鉄デハ33500系電車（こくてつデハ33500けいでんしゃ）は、かつて日本国有鉄道の前身である鉄道院、鉄道省に在籍した木造直流用電車を便宜的に総称したものである。
本項では、デハ23500形、サロ33250形、デハ33500形、サハ33750形およびこれらの改造車について取り扱う。

## 概要
本系列は、1921年（大正10年）度から1922年（大正11年）度にかけて製造されたグループである。従来の電車は、前後の客用扉を車端部に寄せて出入り台（デッキ）を設けていたが、本系列では前後の客用扉を車体内方へ寄せ、すべての客用扉が客室と直結することとなり、乗客の乗降円滑化に資している。しかしながら、出入り台を有しないことで車体構造が脆弱となったうえ、高速化にともなう高加減速のため、車体の弛緩が進み、後年の鋼体化改造に繋がることとなる。
車体は、前述のとおり前後扉を車体中央に寄せた片側3扉で、屋根は引き続きモニター屋根である。車体幅は前級（デハ33400系）と同様の2,700mm、車体長は16,240mmである。
三等電動車のうち、デハ23500形は中央線・山手線用600V対応の50PS車。デハ33500形は京浜線にも対応した600/1,200(1,500)V対応の105PS車で、主電動機はゼネラル・エレクトリック社製GE-244A（端子電圧675V時定格出力85kW/890rpm。省制式形式称号MT4）4基を装備する。制御器は同じくゼネラル・エレクトリックC-36Dである。三等付随車のサハ33750形は両線共通に投入され、二等付随車のサロ33250形は京浜線用に投入された。

## 基本形式

### デハ23500形
中央線・山手線用に製造された三等制御電動車である。1921年度に12両（23500 - 23511）が、1922年度に5両（23512 - 23516）の計17両が、いずれも日本車輌製造東京支店で製造された。
制御器や主電動機は従来品と同様に定格出力50PS型であるが、末尾の6両は1200V対応となった。窓配置はd2D121D121D2である。

### サロ33250形
1922年度に1両（33250）のみが汽車製造東京支店で製造された、二等付随車である。車内は前形式（サロ33200形）と同様のロングシートであるが、三等車よりもさらに前後部の客用扉が内側に寄せられ、車端部と扉の間に3枚窓があるという特徴的な形態となっており、側面窓配置は3D12221D3である。

### デハ33500形
本系列の基幹となる京浜線用三等制御電動車である。車体形状はデハ23500形と同系であるが、主電動機に105PS級のMT4を装備する関係上、台車の軸距が大きくなっている。
製造は1921年から1923年（大正12年）にかけて汽車製造東京支店で行われた。その状況は次のとおりである。
- 1921年度（10両）： 33500 - 33507, 33519, 33520
- 1922年度（23両）： 33508 - 33518, 33521 - 33532
- 1923年度（2両）： 33533, 33534

これらの他、すでに次期標準系列であるデハ63100系が量産されていた1925年（大正14年）度に6両が追加製造されている。詳細については後述するが、関東大震災で焼失した車両の電装品を再用して例外的に製造されたものである。

### サハ33750形
本系列の三等付随車として1921年度から1922年度にかけて74両が製造された。本形式は600V/1200V共通で、中央線・山手線・京浜線のいずれにも大量に投入された。側面窓配置は2D121D121D2である。製造の状況は次のとおりである。
- 1921年度（11両）： 33754 - 33759, 33774 - 33778
- 1922年度（63両）： 33750 - 33753, 33760 - 33773, 33779 - 33823

## 関東大震災による被害とデハ33500形の追造
1923年（大正12年）9月1日に発生した関東大震災により、東京周辺の鉄道も大きな被害を受けたが、本系列においてもデハ23500形5両（23502, 23503, 23507, 23515, 23516）、デハ33500形2両（33507, 33513）、サハ33750形2両（33772, 33775）が被災し、廃車となっている。
前述の1925年度製のデハ33500形の追造については、関東大震災で焼失した105PS電動車の電装品を再用したもので、同震災で被災した33507, 33513ならびにデハ6340系に属する6351, 6352, 6361, 6451と数が一致する。ただし、再用されたのは電装品のみで、焼け残った台枠については、当時の標準系列であったデハ63100系の新製の際に再用されたものがある。1925年度製6両のうち2両は同震災で焼失廃車となった車両（33507, 33513）を埋番して2代目となり、残りの4両は追番（33535 - 33538）が付与された。この6両については、車内の扉脇の座席を短縮して立席スペースを拡大する設計変更が行われている。これらは新造扱いであり、電装品や台枠を再用された被災車両とは、車籍上の繋がりはない。

## 50PS車使用停止にともなう変更
1926年（大正15年）、50PS電動車は使用を停止され、その翌年の5月、デハ23500形は電装解除のうえ制御車化され、クハ23500形に改称された。この際、前述の震災で廃車となった番号を埋番し、12両が23500 - 23510, 23512となっている。この状況は次のとおりである。
- デハ23500 → クハ23500
- デハ23501 → クハ23501
- デハ23504 → クハ23502
- デハ23505 → クハ23503

- デハ23506 → クハ23504
- デハ23509 → クハ23505
- デハ23508 → クハ23506
- デハ23511 → クハ23507

- デハ23510 → クハ23508
- デハ23513 → クハ23509
- デハ23512 → クハ23510
- デハ23514 → クハ23512

## 1928年10月車両形式称号規程改正にともなう変化
1928年（昭和3年）10月1日付けで、鉄道省の車両全般にわたる大規模な形式称号規程が実施された。これにより、電車は独自の付番体系を持つことになり、本系列の車両も全車が改番対象となった。デハ33500形はモハ1形に、クハ23500形はクハ15形に、サロ33250形はサロ17形に、サハ33750形はサハ25形に改められている。

### モハ1形
デハ33500形はデハ6340形とともにモハ1形に編入され、旧デハ6340形の続番が与えられて1026 - 1064となった。この際、震災で廃車となった2両の番号は前に詰め、1925年度製の6両は最後尾に付番された。
- デハ33500 - 33506 → モハ1026 - 1032
- デハ33512 → モハ1033
- デハ33508 - 33511 → モハ1034 - 1037
- デハ33514 - 33534 → モハ1038 - 1058
- デハ33507[II] → モハ1059
- デハ33513[II] → モハ1060
- デハ33535 - 33538 → モハ1061 - 1064

### クハ15形
クハ15形は、複数の系列から多様な車両が編入されている。本系列に属するのは、クハ23500形の一部（12両）である。クハ23500形からクハ15形への改番については、古くからクハ5形なる600V系の制御車の存在が囁かれており、車歴表を作成する上で問題となっていた（この件については別記事で述べる）。この関係からか、新番号と旧番号の順序が揃っていない。
- クハ23500 → クハ15038
- クハ23503 → クハ15039
- クハ23504 → クハ15040
- クハ23505 → クハ15041

- クハ23506 → クハ15042
- クハ23507 → クハ15043
- クハ23508 → クハ15044
- クハ23501 → クハ15045

- クハ23502 → クハ15046
- クハ23509 → クハ15047
- クハ23510 → クハ15048
- クハ23512 → クハ15049

### サロ17形
サロ33250形は、本称号規程改正によりサロ17形に改称され、旧サロ33200形の続番であるサロ17010と付番された。

### サハ25形
サハ33750形は、本称号規程改正によりサハ25形に改称され、旧サハ33700形の続番の25062 - 25131に付番された。1928年の改番に先立って、末尾の2両（33822, 33823）が、同年4月の事故で廃車となった33752, 33753を埋番して、これらの2代目となっている。改番の状況は次のとおりである。
- サハ33750 - 33771 → サハ25062 - 25083
- サハ33773, 33774 → サハ25084, 25085
- サハ33776 - 33821 → サハ25086 - 25131

## 1928年から1945年までの状況

### サロ17形の格下げ
1932年（昭和7年）、半鋼製二等車の増備にともなって余剰となったサロ17010の三等車への格下げが行われた。これにより、サロ17010は車体中央部に扉を増設してサハ25形に編入された。番号は1930年に事故廃車され欠番となっていたサハ25069を埋番し、その2代目となっている。改造により、側面窓配置は3D13D31D3と変わった。

### モハ1形の淘汰
モハ1形は1927年に1,500V対応の改装がされ、1930年から翌年にかけて大部分が制御電圧を600Vから100Vに改めた。しかし、主電動機出力が、後継のデハ63100形（1928年車両形式称号規程による改番後はモハ10形）より小さいことから早期に淘汰の対象となった。特に震災焼失車の電装品を再用したグループ（1059 - 1064）は、老朽化が進んでいたため、上記の改造を受けず1933年までに処分された。その後は、1936年に5両、1938年に11両が処分されたが、これらは大部分が私鉄に譲渡されている。戦前におけるモハ1形の処分はこれで一段落し、残りの処分は戦後となった。
太平洋戦争前におけるモハ1形の譲渡の状況は、次のとおりである。また、これらの中には戦時買収によって鉄道省に復帰したものがある。
- 1933年廃車
  - 1058 - 三信鉄道デ4 → デユニ1 → デユ1 → デ304（鋼体化） → 鉄道省デ304 → クデハ304 → クハ5803
  - 1060 - 南武鉄道モハ401 → 鶴見臨港鉄道モハ313 → 鉄道省モハ313 → モハ70804 → モハ71003（車籍流用）
  - 1061 - 鶴見臨港鉄道モハ311 → 鉄道省モハ311 → 上信電気鉄道デハ20 (台車・台枠を流用)
  - 1062 - 鶴見臨港鉄道モハ312 → 鉄道省モハ312 → 東急車輛製造モニ101 → 鋼体化
  - 1064 - 南武鉄道モハ402 → 鶴見臨港鉄道モハ314 → 鉄道省モハ314
- 1936年廃車
  - 1044 - 鶴見臨港鉄道モハ315 → 鉄道省モハ315 → 西武鉄道モハ503（鋼体化） → モハ413 → クモハ353
  - 1045 - 鶴見臨港鉄道モハ317 → 鉄道省モハ317
  - 1046 - 鶴見臨港鉄道モハ316 → 鉄道省モハ316 → 西日本鉄道ク59 → 鋼体化
  - 1055 - 南武鉄道モハ501 → モハ505（鋼体化） → 鉄道省モハ505 → モハ2020
  - 1056 - 南武鉄道モハ502 → モハ506（鋼体化） → 鉄道省モハ506 → モハ2021
- 1938年廃車
  - 1033 - 三信鉄道デ306 → 鉄道省デ306
  - 1035 - 三信鉄道デ307 → 鉄道省デ307 → 大井川鉄道モハ301
  - 1036 - 三信鉄道デ308 → 鉄道省デ308 → 大井川鉄道モハ302
  - 1038 - 定山渓鉄道モハ300 → モハ2302（鋼体化）
  - 1039 - 小田原急行鉄道モハ51 → 東京急行電鉄デハ1101 → 相模鉄道モハ1101 → モハ2001（鋼体化）
  - 1040 - 小田原急行鉄道モハ52 → 東京急行電鉄デハ1102 → 相模鉄道モハ1102 → モハ2002
  - 1049 - 小田原急行鉄道モハ53 → 東京急行電鉄デハ1103 → 相模鉄道モハ1103 → モハ2003（鋼体化）
  - 1050 - 宮城電気鉄道モハ901 → 鉄道省モハ901
  - 1051 - 鶴見臨港鉄道モハ318 → 鉄道省モハ318 → 西日本鉄道ク60 → 鋼体化
  - 1053 - 鶴見臨港鉄道モハ319 → 鉄道省モハ319 → 熊本電気鉄道モハ202

### 鋼体化改造
1934年（昭和9年）から開始された、木造車の鋼体化改造については、本系列では主電動機出力が小さく淘汰対象であったモハ1形および台枠構造の異なるクハ15形へは実施されなかったが、サハ25形のうち事故廃車となった5両を除く67両全車が本改造によりクハ65形（59両）およびサハ75形（8両）に更新されている。
新旧番号の対照は次のとおりである。鋼体化改造後の状況については、国鉄50系電車を参照されたい。
- 25062 → 65138
- 25063 → 65141
- 25064 → 65021
- 25065 → 65140
- 25066 → 65168
- 25067 → 75017
- 25069[II] → 75018
- 25070 → 65188
- 25071 → 65190
- 25072 → 65143
- 25074 → 65142
- 25075 → 65145
- 25076 → 65077
- 25077 → 65130
- 25078 → 65074
- 25079 → 65144
- 25080 → 65075

- 25081 → 65164
- 25082 → 65131
- 25083 → 65147
- 25084 → 65146
- 25085 → 65073
- 25086 → 65149
- 25087 → 65148
- 25088 → 65133
- 25089 → 65151
- 25090 → 65163
- 25091 → 65072
- 25092 → 65126
- 25093 → 75016
- 25094 → 65101
- 25095 → 65132
- 25096 → 65150
- 25097 → 65178

- 25098 → 65171
- 25100 → 65176
- 25101 → 65030
- 25102 → 65169
- 25103 → 65166
- 25104 → 65079
- 25105 → 65170
- 25106 → 65183
- 25108 → 75019
- 25109 → 75020
- 25110 → 65167
- 25111 → 65159
- 25112 → 65023
- 25113 → 75012
- 25114 → 75008
- 25115 → 65135
- 25116 → 75021

- 25117 → 65013
- 25118 → 65134
- 25119 → 65129
- 25120 → 65078
- 25121 → 65014
- 25122 → 65175
- 25123 → 65128
- 25124 → 65137
- 25125 → 65024
- 25126 → 65015
- 25127 → 65136
- 25128 → 65165
- 25129 → 65161
- 25130 → 65139
- 25131 → 65162
- 25128 → 65165

### 600V電化線区向け改造
1935年度に、両備鉄道を買収し路線付け替えを含む大がかりな改軌工事が完成した福塩線で使用するため、モハ1形およびクハ15形の改造が行われた。福塩線の架線電圧は変電所をそのまま流用した結果、改軌後も600Vであったため、そこに投入された電車について対応改造が行われている。
モハ1形については電動機を半減（4個→2個）し、後位側に運転室を増設して両運転台としたほか、集電装置はパンタグラフからポールに交換された。この対象となったのはモハ1形6両（1026 - 1031）であったが、改番は行われなかった。また、その後もモハ1形が広島鉄道局や名古屋鉄道局の買収線区に転出している。
モハ1形と対になる形で、福塩線に転用されたクハ15形は、改造と同時にクハ6形と改められている。クハ6形は、1936年に3両、1939年に1両、1940年に2両、1942年に1両、1943年に1両の計8両が製作されているが、本系列に属するのは、1940年改造の6005, 6006と1942年改造の6007の3両で、いずれも元デハ23500形である。
番号の新旧対照（本系列に属するもののみ）は、次のとおりである。
15047, 15049, 15045 → 6005 - 6007

### クハ79形に改造
1944年（昭和19年）、太平洋戦争の戦局が悪化する中、軍需工場への通勤客の増加にともなう輸送力増強のために20m級車体と片側4扉を持つクハ79形が、老朽木造車の鋼体化改造名義で製作されることになった。この改造は、台枠以下の機器一式をほぼそのまま使った50系電車への改造と異なり、台枠を一旦解体して組み直しており、資材流用車という方が適当である。25両の改造が予定されたが、戦局の悪化により8両を改造したにとどまり、実際に竣工したものの中で本系列に属するものとしては、15039 → 79012が唯一例となっている。

### 戦災廃車
本系列も、太平洋戦争末期の米軍による空襲のため破損・焼損し、廃車となったものがある。可部線に所属していた3両が原爆投下により横川電車区で被災しているのが特筆される。
- 1042, 1052, 6006 - 1945年8月6日、原爆投下により被災。
- 15036, 15037 - 1945年4月13日、池袋電車区内で被災。

## 戦後の状況
1950年末時点で国有鉄道に木造車体のままで残存していたのは、モハ1形13両（1026 - 1031, 1034, 1037, 1041, 1043, 1047, 1048, 1054, 1057）ならびに鶴見臨港鉄道買収車モハ310形6両（313 - 316, 318, 319）三信鉄道買収車デ301形2両（307, 308）、クハ15形4両（15041, 15042, 15044, 15048）、クハ6形2両（6005, 6007）であった。これらも1951年から1952年にかけて大半が廃車となり、多くが輸送力不足に悩む私鉄に譲渡された。その状況は、次のとおりである。旧鶴見臨港鉄道モハ310形については、鶴見臨港鉄道の電車#モハ310形（モハ300形・モハ400形）を、旧三信鉄道デ301形については三信鉄道の電車#譲渡を参照されたい。
- 1951年廃車

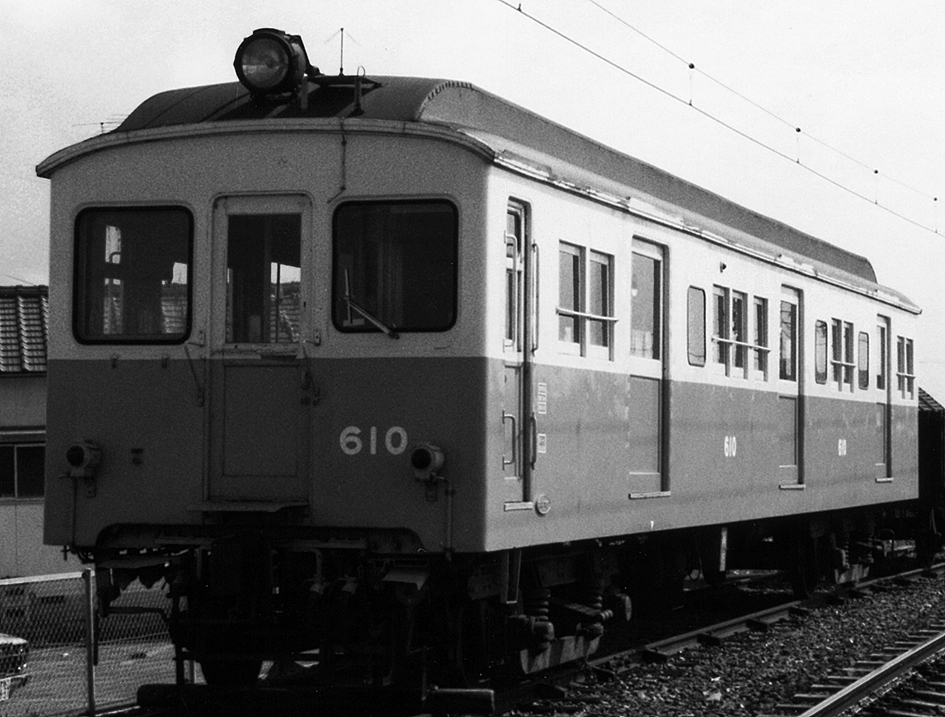
琴電6000形電車 610
撮影・仏生山駅付近（1983年）

  - 1029 - 高松琴平電気鉄道620（1954年）
  - 1030 - 熊本電気鉄道モハ201（1952年）
  - 1041 - 西武鉄道クハ1222 → モハ506（鋼体化。1955年2月）
- 1952年廃車
  - 1027 - 西武鉄道クハ1221（1953年） → サハ1508（鋼体化。1955年4月）
  - 1037 - 西武鉄道モハ502（鋼体化。1954年） → モハ412（1958年3月） → クモハ352（1964年7月）
  - 1047 - 一畑電気鉄道クハ131（1953年）
  - 1048 - 西武鉄道モハ501 → モハ411（鋼体化。1958年3月） → クモハ351（1964年7月)
  - 1057 - 一畑電気鉄道デハ31（1953年） → デハニ31（鋼体化。1955年5月）
  - 6005 - 西日本鉄道ク61（1952年）
  - 6007 - 高松琴平電気鉄道610（1953年7月） → 鋼体化（1960年11月）

上記のほか1952年に、1028がモハ41127の、1031がモハ70804→モハ71005の、1054がモハ70803→モハ71004の名義上の種車になっている。

## 1953年車両形式称号規定改正による変更

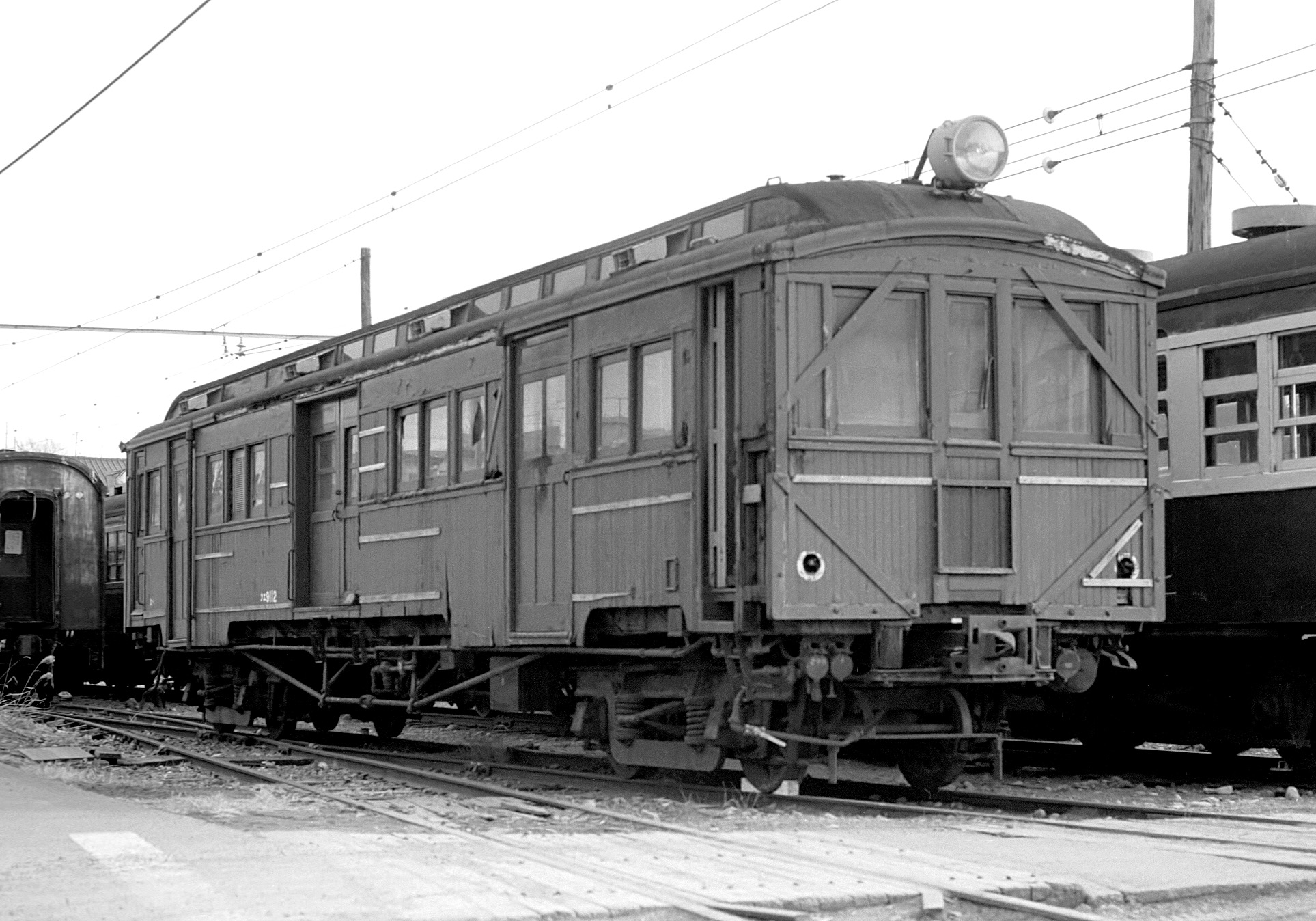
クエ9112（1978年）

1953年（昭和28年）6月1日付けで在籍していたのは、モハ1形2両（1034, 1043）とクハ15形3両（15041, 15043, 15048）のわずか5両であった。モハ1形についてはモハ2400形（2400, 2401）に改称されたが、直後の7月に廃車され、2両とも西武鉄道に譲渡された。そのため新番号は書類上のみの存在で、現車には標記されなかった。クハ15形については、この時点で既に救援車に転用されており、この機会にクエ9110形（9110, 9111, 9112）に改称された。このうち東京地区に配置された2両（9110, 9112）については、長命を保ち、9110は1972年（昭和47年）、9112は1977年（昭和52年）まで在籍した。
西武鉄道に譲渡された車両の譲渡後の状況は次のとおりである。
- 2400 - 西武鉄道モハ504（鋼体化。1954年） → モハ414（1958年3月） → クモハ354（1964年7月）
- 2401 - 西武鉄道モハ505（鋼体化。1954年） → モハ415（1958年3月） → クモハ355（1964年7月）

## 保存
2011年（平成23年）から、モハ1035が名古屋市港区に開館したリニア・鉄道館で保存展示されている。この車両は、三信鉄道に譲渡後、再国有化、さらに大井川鉄道に譲渡された2両のうちの1両（モハ301）で、1970年（昭和45年）に旧名古屋鉄道のモ3829と車体振替（車籍流用）が行われ、以降千頭駅構内で保管されてきたものである。1994年（平成6年）11月、東海旅客鉄道（JR東海）が大井川鉄道から購入し復元整備が行われた。発足10周年の記念事業として1997年1月に復元され、復元後はJR東海の伊那松島運輸区に非公開で静態保存されていた。　